# 저메인 료
저메인 료(일본어: ジャーメイン 良, 1995년 4월 19일 ~ )는 일본의 축구 선수로 현재 J1리그의 산프레체 히로시마에서 센터포워드, 오른쪽 윙어, 세컨드 스트라이커로 활약 중이며 2017년 하계 유니버시아드 금메달리스트이다.

## 구단 경력
그는 2017년 J1리그의 베갈타 센다이에 입단했다. 2018년에 천황배 준우승. 2020년까지 51경기에 출전하여, 6득점을 넣었다. 2021년 요코하마 FC로 이적했다. 2022년 주빌로 이와타로 이적했다. 2022년후 J2리그에 강등했다. 2023년 J2리그 준우승으로 J1리그로 승격했다. 2024년엔 리그 32경게 출전하여 19득점을 기록했다. 2025년 산프레체 히로시마로 이적했다.

## 국가대표팀 경력
그는 2025년 EAFF E-1 풋볼 챔피언십에 참가할 일본 국가대표팀에 발탁되었으며, 7월 8일 홍콩와의 경기에서 데뷔, 4득점을 넣었다. 대회 우승에 기여, 대회 최다 득점자, MVP.

## 대회 성적

### 클럽
베갈타 센다이
- J리그컵 : 4강 (2017)
- 천황배 : 준우승 (2018)

주빌로 이와타
- J2리그 : 준우승 (2023)

산프레체 히로시마
- 일본 슈퍼컵 : 우승 (2025)

### 국가대표팀
일본 U-20
- 하계 세계 대학 경기 대회 : 금메달 (2017)

 일본
- EAFF E-1 풋볼 챔피언십 : 우승 (2025)

### 개인 수상
- EAFF E-1 풋볼 챔피언십 최우수선수 : 2025
- EAFF E-1 풋볼 챔피언십 득점상 : 2025 (5골)